# Hydraulischer Kurzschluss (Hydrogeologie)
Unter einem hydraulischen Kurzschluss versteht man in der Hydrogeologie den Wasseraustausch zwischen übereinanderliegenden Grundwasserstockwerken über natürliche hydrogeologische oder anthropogen verursachte Öffnungen (z. B. Brunnenbohrungen, Grundwasserbeobachtungsrohre) im Grundwasserstauer.
Weil es bei Grundwasserbeobachtungsrohren und Brunnen ohne Pumpbetrieb zu einer Vertikalströmung zwischen den Wasser führenden Schichten kommen kann, sollte für jedes Grundwasserstockwerk eine separate Bohrung durchgeführt werden, da der sonst mögliche hydraulische Kurzschluss die Wasserbeschaffenheit der einzelnen Grundwasserleiter beeinträchtigen und zu einer beschleunigten Brunnenalterung beitragen kann.